# Eoalulavis
Eoalulavis (del griego antiguo: Éōs, "alba"; alula, álula; avis, "ave") es un género extinto de ave que vivió durante el Barremiense (Cretácico Inferior), hace unos 125 millones de años. Es conocido a partir de fósiles encontrados en Las Hoyas (España). Sólo se conoce una especie, Eoalulavis hoyasi.

## Características
Eoalulavis hoyasi tenía el tamaño de un jilguero moderno, con unos 17 centímetros de envergadura (distancia de extremo a extremo de las alas extendidas). En el momento de su descubrimiento, fue la más antigua ave en disponer de un álula, un conjunto de plumas en el pulgar que puede moverse por separado para actuar como un dispositivo hipersustentador, que permitiría realizar maniobras en vuelo a baja velocidad. Esta característica evolucionó en forma independiente en Enantiornithes y los antepasados de las aves modernas, o es muy antigua y se remonta a poco después de Archaeopteryx. La primera hipótesis se considera más probable, ya que las aves mesozoicas más primitivas carecen de álula. Lo mismo parece ocurrir con el proceso uncinado, que está ausente en esta especie, pero presente en algunas otras aves contemporáneos, algunos de las cuales (como Longipteryx chaoyangensis) también Enantiornithes.

## Biología
El holotipo presenta restos del exoesqueleto de crustáceos en su cavidad torácica que han sido interpretados como evidencias fosilizadas del contenido estomacal del animal. Por ello se ha sugerido que esta ave tenía hábitos alimenticios acuáticos.